# Niebla (Spanyolország)
Niebla település Spanyolországban, Huelva tartományban. Niebla Trigueros, Beas, Valverde del Camino, Paterna del Campo, La Palma del Condado, Villarrasa, Rociana del Condado, Bonares, Lucena del Puerto, Moguer és San Juan del Puerto községekkel határos. Lakosainak száma 4284 fő (2024).

## Népesség
A település népessége az utóbbi években az alábbiak szerint változott:
| Lakosok száma | 3879 | 3947 | 4033 | 4183 | 4169 | 4004 | 4098 | 4117 | 4158 | 4284 |
|               | 2001 | 2004 | 2006 | 2009 | 2011 | 2014 | 2016 | 2019 | 2021 | 2024 |